# Берк (Вермонт)
Берк (англ. Burke) — місто (англ. town) в США, в окрузі Каледонія штату Вермонт. Населення — 1651 особа (2020).

## Демографія
Згідно з переписом 2010 року, у місті мешкали 1753 особи в 730 домогосподарствах у складі 473 родин. Було 1093 помешкання
Расовий склад населення:
| - 97,5 % — білих - 0,6 % — корінних американців - 0,3 % — азіатів - 0,1 % — чорних або афроамериканців |

До двох чи більше рас належало 1,1 %. Частка іспаномовних становила 1,7 % від усіх жителів.
За віковим діапазоном населення розподілялося таким чином: 22,9 % — особи молодші 18 років, 62,3 % — особи у віці 18—64 років, 14,8 % — особи у віці 65 років та старші. Медіана віку мешканця становила 40,1 року. На 100 осіб жіночої статі у місті припадало 98,8 чоловіків;  на 100 жінок у віці від 18 років та старших — 96,5 чоловіків також старших 18 років.
Середній дохід на одне домашнє господарство  становив 57 593 долари США (медіана — 52 500), а середній дохід на одну сім'ю — 66 524 долари (медіана — 67 000). Медіана доходів становила 37 279 доларів для чоловіків та 45 982 долари для жінок. За межею бідності перебувало 12,6 % осіб, у тому числі 22,7 % дітей у віці до 18 років та 7,8 % осіб у віці 65 років та старших.
Цивільне працевлаштоване населення становило 707 осіб. Основні галузі зайнятості: освіта, охорона здоров'я та соціальна допомога — 28,7 %, будівництво — 15,4 %, виробництво — 13,2 %, роздрібна торгівля — 11,0 %.